# Ситценабивная улица
Ситценаби́вная у́лица — улица в городе Серпухове Московской области. Находится в исторической части города, на территории древнего посада. Прежнее название — Рождественская. Интенсивность автомобильного движения средняя. Длина — около 800 метров.
Ситценабивная улица берёт начало из долины Серпейки на пересечении с улицей Нижняя Серпейка и направляется на северо-запад, пересекаясь с улицей Володарского, улицей Урицкого, Оборонной улицей, и заканчивается недалеко от станции Серпухов-ветка на перекрестке с 1-м Оборонным переулком.

## Здания и объекты
На Ситценабивной улице расположены следующие примечательные объекты:
| №  | Наименование объекта                                 | Датировка                  | Адрес                     | Категория охраны    | Текущее состояние | Фото |
| -- | ---------------------------------------------------- | -------------------------- | ------------------------- | ------------------- | --- | ---- |
| 1. | Церковь Святой Троицы                                | конец XVII века—1714       | улица Ситценабивная, 5    | федеральная (Ф-176) | на балансе Серпуховского музея |      |
| 2. | Главная контора Товарищества мануфактур Н.Н. Коншина | вторая половина XVIII века | улица Ситценабивная, 8/12 | федеральная (Ф-176) | С 2013 г. на балансе Серпуховского историко-художественного музея . До этого — Серпуховский машиностроительный техникум (здание заброшено и повреждено пожаром, произошедшим в 2018 году) |      |
| 3. | Дом жилой                                            | середина XIX века          | улица Ситценабивная, 10   | федеральная (Ф-176) | Жилой дом. Расселён и заброшен. В декабре 2021 г. произошёл пожар. |      |
| 4. | Церковь христиан-адвентистов седьмого дня            |                            | улица Ситценабивная, 12   | -                   | действующий храм |      |
| 5. | Крестовоздвиженская церковь                          | 1746 — 1755                | улица Ситценабивная, 15   | -                   | склад компании «Серпуховский текстиль» |      |
| 6. | Церковь Печерской иконы Божией Матери                | 1804 — 1809                | улица Ситценабивная, 15   | -                   | склад компании «Серпуховский текстиль» |      |